# 超人力霸王 年代記Z 英雄旅程
《超人力霸王 年代記Z 英雄旅程》（日语：ウルトラマン クロニクルZ ヒーローズオデッセイ），為2021年1月9日起於東京電視台系列頻道每週六上午9:00 - 9:30（JST），由圓谷製作所製作的特攝電視劇。

## 本作特色
- 本作由平成時期系列作《超人力霸王迪卡》的主角超人力霸王迪卡[註 1]以及令和時期系列作也就是新生代英雄系列的最后一部列作《超人力霸王Z》的主角超人力霸王Z[註 2]擔任主角。
- 因個人肖像版權問題的關係[註 3]，使得飾演超人力霸王迪卡人間體圓大梧[註 4]的演員長野博，在本作中登場的劇情畫面全被剪除[2][3][4]，此外飾演超人力霸王帝納人間體飛鳥真的鶴野剛士在節目一開始時因未知原因，使得被登場的劇情畫面全被剪除，但是自第16話過後則再次登場。

## 故事概要
代表平成、令和的作品《超人力霸王迪卡》及《超人力霸王Z》的特集，並以全新角度介紹迪卡、Z在內的光之巨人等的英勇事蹟來講述這些超人力霸王英雄的冒險故事。

## 本作登場及介紹的超人力霸王

### 超人力霸王Z
原文： /  UItraman Zett 
超人力霸王中的年輕戰士，崇拜著傑洛並尊稱他為師傅。

### 超人力霸王迪卡
原文： /  UItraman Tiga 
位在不同次元的古代超人力霸王勇者，也是超人力霸王系列中變換型態的先驅者。

### 超人力霸王傑洛
原文： /  UItraman Zero 
超人力霸王中的強悍戰士，能穿梭於不同次元。
本作中負責擔任Z與迪卡各自所在的世界解說者。

### 超人力霸王帝納
原文： /  UItraman Dyna 

### 超人力霸王蓋亞
原文： /  UItraman Gaia 

### 超人力霸王亞格
原文： /  UItraman Agul 

### 超人力霸王X
原文： /  UItraman X 

### 超人力霸王羅索
原文： /  Ultraman Rosso 

### 超人力霸王布魯
原文： /  Ultraman Blu 

## 播放列表
以下時間以當地時間（日本時間）為準
| 播放日期   | EPISODES | 日本原文標題 | 中文標題                        | 相關章節 | 備註 |
| ---------- | -------- | ------------ | ------------------------------- | --- | --- |
| 2021/01/09 | 1        |              | 連結至迪卡（Connect to TIGA）   | 超人力霸王Z 第1話 一起吶喊吧，我的名字！（ご唱和ください、我の名を！） 超人力霸王傑洛 劇場版 超人力霸王傑洛 THE MOVIE 超決戰！貝利亞銀河帝國（ウルトラマンゼロ THE MOVIE 超決戦!ベリアル銀河帝国） 超人力霸王迪卡 第1話 光之繼承者（光を継ぐもの）                                                                             | 以『Z』與『迪卡』兩名超人力霸王的首次戰鬥劇情做解說。                                                                                             |
| 2021/01/16 | 2        |              | 成長的勇者（Growing Brave）     | 超人力霸王Z 第3&9話 實況轉播！怪獸運輸大作戰（生中継！怪獣輸送大作戦） 未確認物質護送指令（未確認物質護送指令） 超人力霸王迪卡 第2&3話 石頭的神話（石の神話） 惡魔的預言（悪魔の預言） | 以『Z』與『迪卡』兩名超人力霸王的型態變換劇情做解說。                                                                                             |
| 2021/01/23 | 3        |              | 勇氣之光顯現                    | 超人力霸王Z 第8話 神秘之力（神秘の力） 超人力霸王銀河S 劇場版 劇場版 超人力霸王銀河S 決戰！ 超人力霸王10勇士！！（劇場版 ウルトラマンギンガS 決戦!ウルトラ10勇士!!） 超人力霸王帝納第26話 移動要塞無法浮起！（後篇）（移動要塞浮上せず!（後編）） 超人力霸王蓋亞第44話 宇宙怪獸大進擊（宇宙怪獣大進撃）                        | 以伽瑪未來型態中除了『迪卡』之外其他兩名超人力霸王『帝納』、『蓋亞』，『Z』與『迪卡』都有交戰過的五帝獸的構成怪獸以及曾協助作戰的『亞格』做解說。 |
| 2021/01/30 | 4        |              | 你所等待的未來                  | 超人力霸王Z 第15話 戰士的使命（戦士の使命） 超人力霸王迪卡 第1&3&25&51&52話 光之繼承者（光を継ぐもの） 惡魔的預言（悪魔の預言） 惡魔的審判（悪魔の審判） 黑暗的支配者（暗黒の支配者） 閃耀光輝的人們（輝けるものたちへ） | 以『迪卡』電視版最終戰役做解說。 |
| 2021/02/06 | 5        |              | 為了什麼 為了誰                 | 超人力霸王Z 第23話 噩夢的前奏曲（悪夢へのプレリュード） 超人力霸王帝納 第49話 最終章I 新的暗影（最終章I 新たなる影） | 以人造超人力霸王及它的下場做解說。 |
| 2021/02/13 | 6        |              | 共同戰鬥                        | 超人力霸王Z 第2&4&12&21話 戰士的心得（戦士の心得） 二號機械啟動計劃 （二号ロボ起動計画） 呼喚生命（叫ぶ命） D4（D4） 超人力霸王迪卡 第1&2&19&20&38話 光之繼承者（光を継ぐもの） 石頭的神話（石の神話） GUTS飛向宇宙・前篇（GUTSよ宙へ・前編） GUTS飛向宇宙・後篇（GUTSよ宙へ・後編） 海市蜃樓的怪獸（蜃気楼の怪獣）            | 以與超人力霸王合作戰鬥的防衛組織及它們的主要機械裝備做解說。                                                                                      |
| 2021/02/20 | 7        |              | 不會從這退後任何一步的          | 超人力霸王Z 第25話 閃耀光輝的戰士們（遥かに輝く戦士たち） 超人力霸王蓋亞 第49&50&51話 天使降臨（天使降臨） 地球的吶喊（地球の叫び） 地球為超人力霸王之星（地球はウルトラマンの星） | 以『蓋亞』與『亞格』兩名超人力霸王的最終決戰做解說。                                                                                              |
| 2021/02/27 | 8        |              | 不為所動的信念                  | 超人力霸王Z 第5話 First・ Juggling（ファースト・ジャグリング） 超人力霸王蓋亞 第18話 亞格對蓋亞（アグル対ガイア） | 以『札古拉』與『亞格』所認為的「自我的正義」做解說。                                                                                              |
| 2021/03/06 | 9        |              | 被考驗的未來                    | 超人力霸王Z 第10&17&22話 宇宙海賊登場！（宇宙海賊登場！） 貝利亞羅克（ベリアロク） 各自的未來（それぞれの明日） 超人力霸王迪卡 第25話 惡魔的審判（悪魔の審判） | 以介紹多次企圖侵略地球的敵人做解說。 |
| 2021/03/13 | 10       |              | 閃光（Spark）！心靈與力量的連結 | 超人力霸王X | 以『X』與『Z』兩名超人力霸王和『格利扎』的戰鬥做解說。                                                                                            |
| 2021/03/20 | 11       |              | 光之星的戰士們・前篇            | 超人力霸王迪卡&超人力霸王帝納:光之星的戰士 | 電影『光之星的戰士』的總集篇。 |
| 2021/03/27 | 12       |              | 光之星的戰士們・後篇            | 超人力霸王迪卡&超人力霸王帝納:光之星的戰士 | 電影『光之星的戰士』的總集篇。 |
| 2021/04/03 | 13       |              | 超時空的大決戰・前篇            | 超人力霸王蓋亞:超時空的大決戰 | 電影『超時空的大決戰』的總集篇。 |
| 2021/04/10 | 14       |              | 超時空的大決戰・中篇            | 超人力霸王蓋亞:超時空的大決戰 | 電影『超時空的大決戰』的總集篇。 |
| 2021/04/17 | 15       |              | 超時空的大決戰・後篇            | 超人力霸王蓋亞:超時空的大決戰 | 電影『超時空的大決戰』的總集篇。 |
| 2021/04/24 | 16       |              | ULTRA HIGH                      | 超人力霸王帝納 第31話 死鬥！帝納 vs 帝納（死闘！ダイナVSダイナ） 超人力霸王蓋亞 第16&27話 亞格誕生（アグル誕生） 全新的挑戰：真假蓋亞（新たなる戦い 〜ヴァージョンアップ・ファイト!〜） | |
| 2021/05/01 | 17       |              | 全世界都在等待著你              | 超人力霸王歐布 第1&3&4&5&12&15&17&23話 夕陽下的流浪者（夕陽の風来坊） 怪獸水域（怪獣水域） 盛夏上空 小心用火（真夏の空に火の用心） 絕不逃避的心（逃げない心） 闇黑魔王的祝福（黒き王の祝福） Never Say Never（ネバー・セイ・ネバー） 復活的聖劍（復活の聖剣） 闇之刃（闇の刃） 超人力霸王Z 第22話 各自的未來（それぞれの明日） | |
| 2021/05/08 | 18       |              | 想守護這個地球                  | 超人力霸王Z 第23 - 25話 噩夢的前奏曲（悪夢へのプレリュード） 滅亡的遊戲（滅亡への遊戯） 閃耀光輝的戰士們（遥かに輝く戦士たち） | |
| 2021/05/15 | 19       |              | FIGHTING SOUL                   | 超人力霸王Z 第25話 閃耀光輝的戰士們（遥かに輝く戦士たち） | |
| 2021/05/22 | 20       |              | 即使力量再強大                  | 超人力霸王迪卡 第43&44話 地中鯊（地の鮫） 影之繼承者（影を継ぐもの） 超人力霸王傑洛 THE MOVIE 超決戰！貝利爾銀河帝國（ウルトラマンゼロ THE MOVIE 超決戦!ベリアル銀河帝国） | |
| 2021/05/29 | 21       |              | 跨越遙遠的光之國到來            | 超人力霸王迪卡 第49話 超人之星（ウルトラの星） 超人力霸王Z 第19話 最後的勇者（最後の勇者） | |
| 2021/06/05 | 22       |              | 到來了！前進吧！打開時之門      | 大決戰！超人力霸王8兄弟（大決戦!超ウルトラ8兄弟） 超人力霸王X 劇場版 劇場版 超人力霸王X 來了！我們的超人力霸王（劇場版 ウルトラマンX きたぞ！われらのウルトラマン） 超人力霸王Z 第7話 陛下的硬幣（陛下のメダル） | |
| 2021/06/12 | 23       |              | 飛得更高                        | 超人力霸王迪卡 第50話 飛得更高！～Take Me Higher!～（もっと高く！ 〜Take Me Higher!〜） 超人力霸王羅布 第1&2&3&5話 超人力霸王開始了（ウルトラマンはじめました） 兄弟的羈絆（兄弟の絆） 歡迎來到愛染科技（アイゼンテックへようこそ） 再見伊卡洛斯（さよならイカロス）                                                           | |
| 2021/06/19 | 24       |              | 面對的時刻來臨了                | 大怪獸格鬥 超銀河傳說 THE_MOVIE（大怪獣バトル ウルトラ銀河伝説 THE MOVIE） 超人力霸王迪卡 劇場版 超人力霸王迪卡 THE FINAL ODYSSEY（ウルトラマンティガ THE FINAL ODYSSEY） | |
| 2021/06/26 | 25       |              | 你所等待的未來                  | 超人力霸王迪卡 劇場版 超人力霸王迪卡 THE FINAL ODYSSEY（ウルトラマンティガ THE FINAL ODYSSEY） 超人力霸王迪卡 第52話 致輝煌之人（致輝煌之人） | |

## 樂曲

### 片頭曲
「Ultra Spiral」
- 演唱：ボイジャー（Voyager）
- 作詞：TAKERU、瀬下千晶
- 作曲、編曲：小西貴雄

## 演員

### 配音演出
- 超人力霸王傑洛 - 宮野真守
- 旁白 - 福原克己

## 播放詳情

### 日本
- 東京電視台

播出日期：2021年1月9日
播出時間：逢星期六 09:00-09:30（日本時間）

## 外部連結
- 《超人力霸王 年代記Z 英雄旅程》東京電視台官方網站 （页面存档备份，存于）（日語）
- 《超人力霸王系列》萬代官網 （页面存档备份，存于）（日語）
- 《超人力霸王系列》官方推特 （页面存档备份，存于）（日語）
- YouTube上的ULTRAMAN Official by Tsuburaya Productions頻道